# Arrêt Duvignères
L'arrêt Duvignères du 18 décembre 2002 est une décision de justice rendue par le Conseil d'État français portant sur les possibilités de recours contre des circulaires et le contrôle de leur légalité. Il repose sur la notion d'excès de pouvoir et sur le principe d'égalité. 
Cet arrêt constitue un revirement de jurisprudence par rapport à l’arrêt Institution Notre-Dame du Kreisker (CE Assemblée, 29 janvier 1954, pourvoi n° 07134), qui distinguait les circulaires interprétatives (non susceptibles de faire grief et ne posant aucune règle nouvelle) des circulaires à caractère réglementaire (susceptibles de faire grief, elles pouvaient être attaquées devant le juge administratif et être invoquées à l'appui d'un recours).

## Historique et teneur de l’arrêt
Le Garde des Sceaux avait rejeté une demande de Mme Duvignères d'abroger le décret du 19 décembre 1991 et la circulaire du 26 mars 1997, tous deux constituant des réglementations de mise en œuvre de la loi no  91-647 du 10 juillet 1991 relative à l'aide juridique. La demande était motivée par le fait que ces deux actes avaient été invoqués par l'autorité administrative pour lui refuser l'octroi de l'aide juridictionnelle. L'autorité appliquait une disposition réglementaire ne permettant pas d'exclure une aide au logement du plafond de ressources conditionnant l'octroi de l'aide juridictionnelle. Mme Duvignères a alors interjeté recours contre la décision du Garde des Sceaux devant le Conseil d'État statuant en contentieux.

Dans son arrêt le Conseil d'État construit le premier volet de son argumentation en recourant au principe d'égalité : 
« Sur les conclusions tendant à l'annulation de la lettre du 23 février 2001 en tant qu'elle porte refus d'abroger partiellement le décret du 19 décembre 1991 :

[...]

Considérant que le principe d'égalité ne s'oppose pas à ce que l'autorité investie du pouvoir réglementaire règle de façon différente des situations différentes ni à ce qu'elle déroge à l'égalité pour des raisons d'intérêt général, pourvu que la différence de traitement qui en résulte soit, dans l'un comme l'autre cas, en rapport avec l'objet de la norme qui l'établit et ne soit pas manifestement disproportionnée au regard des différences de situation susceptibles de la justifier ;  »

Puis, l'arrêt aborde le second volet sous l'angle de l'excès de pouvoir : 
« Sur les conclusions tendant à l'annulation de la lettre du 23 février 2001 en tant qu'elle porte refus d'abroger partiellement la circulaire du 26 mars 1997 :

Considérant que l'interprétation que par voie, notamment, de circulaires ou d'instructions l'autorité administrative donne des lois et règlements qu'elle a pour mission de mettre en ouvre n'est pas susceptible d'être déférée au juge de l'excès de pouvoir lorsque, étant dénuée de caractère impératif, elle ne saurait, quel qu'en soit le bien-fondé, faire grief ; qu'en revanche, les dispositions impératives à caractère général d'une circulaire ou d'une instruction doivent être regardées comme faisant grief, tout comme le refus de les abroger ; que le recours formé à leur encontre doit être accueilli si ces dispositions fixent, dans le silence des textes, une règle nouvelle entachée d'incompétence ou si, alors même qu'elles ont été compétemment prises, il est soutenu à bon droit qu'elles sont illégales pour d'autres motifs ; qu'il en va de même s'il est soutenu à bon droit que l'interprétation qu'elles prescrivent d'adopter, soit méconnaît le sens et la portée des dispositions législatives ou réglementaires qu'elle entendait expliciter, soit réitère une règle contraire à une norme juridique supérieure ;  »
Donnant satisfaction à la plaignante, le Conseil d'État a décidé que « La décision du garde des sceaux, ministre de la justice, du 23 février 2001 rejetant la demande d'abrogation partielle du décret du 19 décembre 1991 et de la circulaire du 26 mars 1997 est annulée. »

## Analyse de l'arrêt
La loi du 10 juillet 1991 relative à l'aide juridique conditionne dans son article 4 l'octroi de l'aide à un plafond de ressources. Concernant le calcul des ressources, l'article 5 se limite à indiquer ce qui suit : 
« Pour l'application de l'article 4, sont prises en considération les ressources de toute nature dont le demandeur a directement ou indirectement la jouissance ou la libre disposition. Il est tenu compte des éléments extérieurs du train de vie. Sont exclues de l'appréciation des ressources les prestations familiales ainsi que certaines prestations sociales à objet spécialisé selon des modalités prévues par décret en Conseil d'État.  »
Or, en application du mandat contenu en fin de la seconde phrase précitée, le ministre de la justice, par son décret de 1991 puis sa circulaire de 1997, avait exclu du plafond de ressource l'allocation au logement familial, mais pas l'aide personnalisée au logement. De ce fait, c'est très logiquement que l'arrêt Duvignères fait d'abord application du principe d'égalité. L'arrêt considère que les deux allocations ne diffèrent pas au point d'autoriser le pouvoir réglementaire d'exclure l'une et pas l'autre. Le pouvoir réglementaire est tenu de respecter le principe d'égalité en élaborant les dispositions de détail demandées par le pouvoir législatif.
À partir de là, le Conseil d'État aborde un point crucial qui lui confère tout son intérêt : la notion d'excès de pouvoir. Vu que la circulaire de 1997 ne faisait que reprendre très fidèlement la teneur du décret de 1991, on eût dû s'attendre que le Conseil d'État considère comme inutile l'examen de la circulaire et se limite à prononcer l'abrogation du décret. Rien n'en fut. Bien plus, en examinant la circulaire le juge a opté pour une approche novatrice. Il a affirmé que du fait de son caractère « impératif » la circulaire peut être déférée devant la justice administrative et que, la circulaire étant illégale, elle doit être annulée, de même que doit être annulé le refus par le Garde des Sceaux d'abroger ladite circulaire. En procédant ainsi, l'arrêt établit un nouvel équilibre par rapport à la délimitation entre actes administratifs non susceptibles d'être contestés et ceux qui peuvent l'être. Constatant que tout acte « fait grief » dès lors qu’il présente un caractère « impératif », l'arrêt place résolument ces actes dans la seconde catégorie, ce qui est nouveau. Le corollaire est que tout acte administratif de ce type peut faire l'objet d'un recours pour excès de pouvoir afin d'en contrôler la légalité.